# Новолодская, Мария Юрьевна
Мари́я Ю́рьевна Новоло́дская (род. 28 июля 1999, Великий Новгород) — российская трековая велогонщица, выступает за сборную России в различных дисциплинах и с 2021 года в женской континентальной команде A.R. Monex Women's Pro Cycling Team. Бронзовый призер Олимпийских игр 2020 в Токио в велотреке (мэдисон) вместе с Гульназ Хатунцевой. Заслуженный мастер спорта России (2021).

## Призовые места
2016
1-е место — Индивидуальная гонка преследования, UCI. Чемпионат мира по велоспорту среди юниоров на треке
2-я — командная гонка преследования, Чемпионат Европы по велоспорту среди юниоров на треке
2017
Чемпионат мира по велоспорту среди юниоров на треке

2-й Мэдисон

2-я гонка по очкам
Европейский юниорский трек Чемпионат по велоспорту

2-е индивидуальное преследование

2-е место в Мэдисоне

3-е омниум

3-е командное преследование
2018
1-е Чемпионат Европы по велоспорту на треке до 23 лет, Мэдисон

2-е место в общем зачете
Национальный чемпионат по велоспорту на треке

2-е индивидуальное преследование

3-е командное преследование

3-е место в целом Грация Орлова

3-я гонка на время, национальный чемпионат по шоссейной дороге

3-й Мэдисон, Кубок мира UCI по велоспорту на треке - Минск
2019
1-й индивидуальный Гонка преследования, Национальный чемпионат по велоспорту на треке
2-е испытание на время, Чемпионат Европы среди юношей до 23 лет
2-й Гази pasa
3-е место в общем зачете Грация Орлова
Чемпионат Европы по велоспорту на треке среди молодежи до 23 лет

3-е место в индивидуальной гонке преследования

3-е место в Мэдисоне

3-е место в Мэдисоне Европейские игры
2020
1-й Омниум, Чемпионат Европы по велоспорту на треке среди молодежи до 23 лет
1-й Гран-при Mount Erciyes 2200 mt
1 Гран-при Лучшая в мире большая высота
2-е гонка на время, национальный чемпионат по шоссейным дорогам
2021
3-е место (бронзовая медаль) на Олимпийских играх 2020 в Токио (велотрек, мэдисон)

## Награды
- Медаль ордена «За заслуги перед Отечеством» II степени (11 августа 2021 года) — за большой вклад в развитие отечественного спорта, высокие спортивные достижения, волю к победе, стойкость и целеустремленность, проявленные на Играх XXXII Олимпиады 2020 года в городе Токио (Япония)[5].